# Kamenec pod Vtáčnikom
Kamenec pod Vtáčnikom (deutsch Kamenetz, ungarisch Kemenec) ist eine Gemeinde im Westen der Slowakei mit 1760 Einwohnern (Stand 31. Dezember 2024), die zum Okres Prievidza, einem Teil des Trenčiansky kraj gehört.

## Geographie

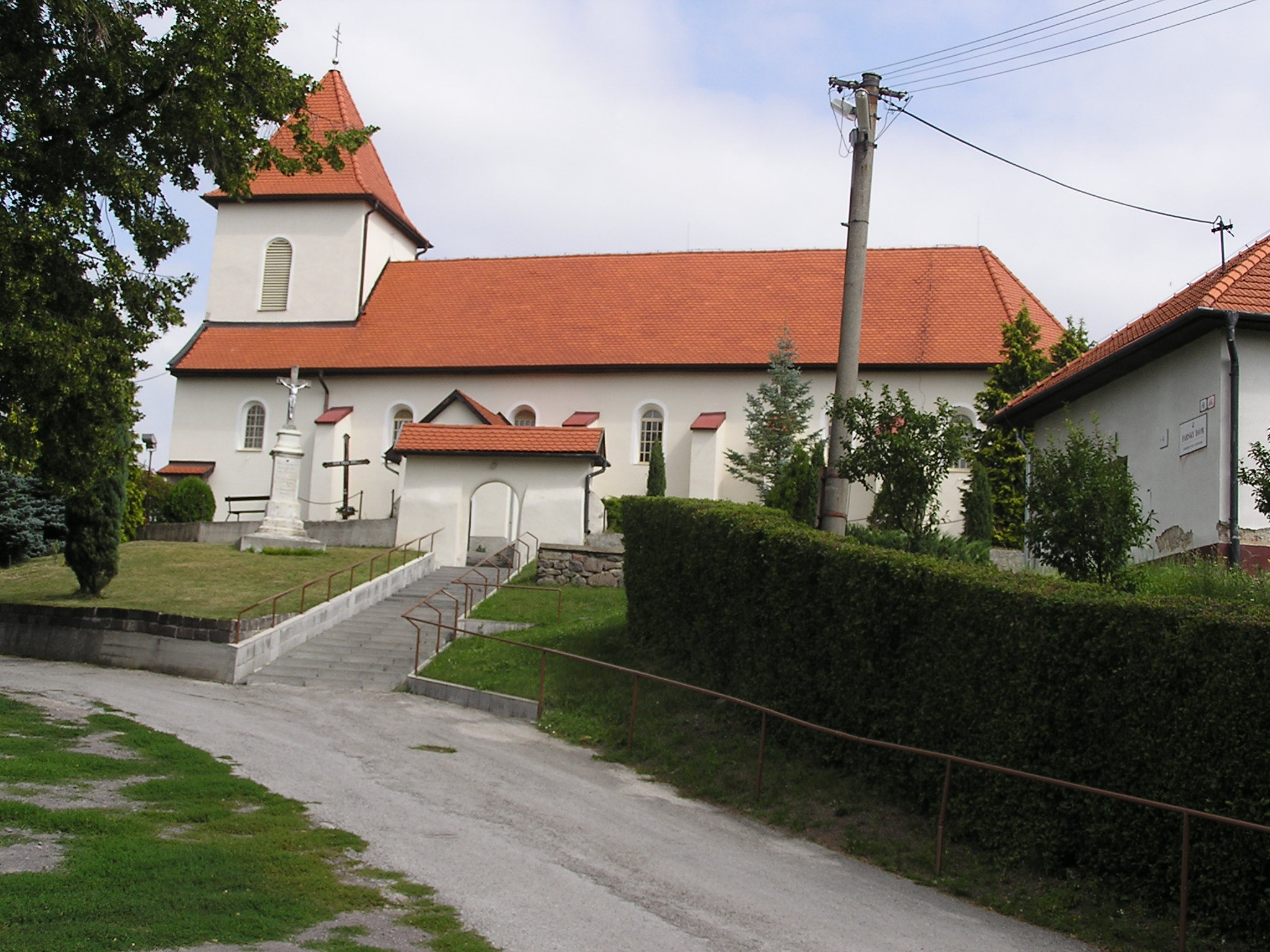
Kirche im Dorf

Die Gemeinde befindet sich im Talkessel Hornonitrianska kotlina an den Bächen Lazný potok und Vidlicový potok, die im Nachbarort Zemianske Kostoľany in die Nitra münden. Der Ortsname bezieht sich auf den Berg Vtáčnik (1346 m n.m.), den höchsten Gipfel im gleichnamigen Gebirge, dessen Ausläufer in den Ort hinausragen. Das Ortszentrum liegt auf einer Höhe von 275 m n.m. und ist 16 Kilometer von Prievidza sowie 18 Kilometer von Partizánske entfernt.

## Geschichte
Die heutige Gemeinde entstand 1955 durch Zusammenschluss der Orte Dolný Kamenec (deutsch Unterkamenetz) und Horný Kamenec (deutsch Oberkamenetz).
Der Ortsteil Horný Kamenec wurde zum ersten Mal 1355 schriftlich erwähnt. Etwas später entstand der untere Teil (erste Erwähnung 1518), der aus unbekannten Gründen separat blieb und trotz gemeinsamer Zugehörigkeit zu einem Herrschaftsgut sich bis zum 20. Jahrhundert unabhängig entwickelte.

## Bevölkerung
| Jahr                | 1994 | 2004    | 2014    | 2024    |
| ------------------- | ---- | ------- | ------- | ------- |
| Anzahl der Personen | 1845 | 1861    | 1790    | 1760    |
| Unterschied         |      | +0,86 % | −3,81 % | −1,67 % |

| Jahr                | 2023 | 2024    |
| ------------------- | ---- | ------- |
| Anzahl der Personen | 1758 | 1760    |
| Unterschied         |      | +0,11 % |

Ergebnisse nach der Volkszählung 2001 (1868 Einwohner):

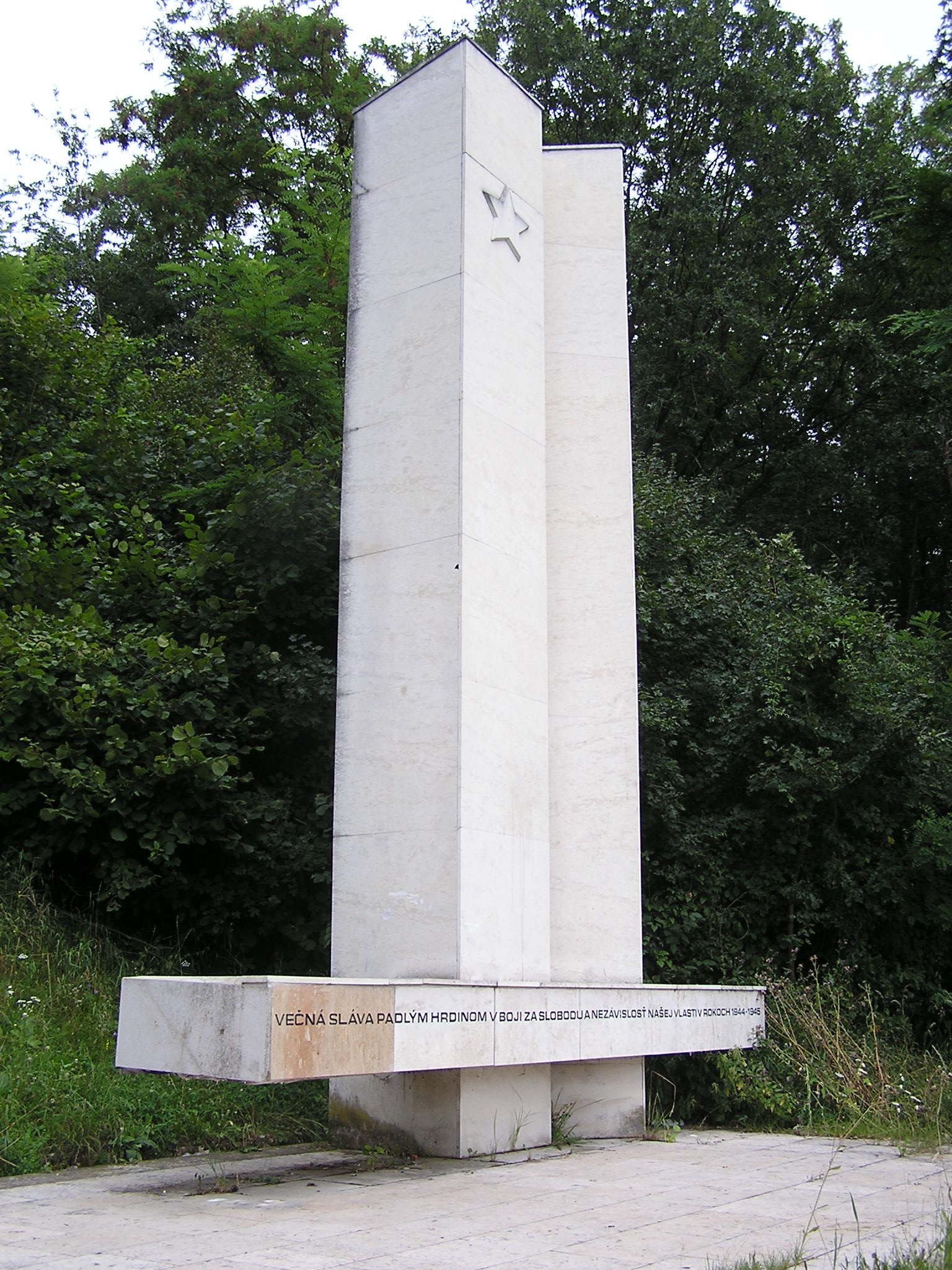
Denkmal an Gefallene 1944–1945

| Nach Ethnie: - 98,98 % Slowaken - 0,59 % Tschechen - 0,05 % Magyaren - 0,05 % Sinti und Roma | Nach Religion: - 90,90 % römisch-katholisch - 5,46 % konfessionslos - 1,93 % keine Angabe - 1,12 % evangelisch |

## Sehenswürdigkeiten
- Römisch-katholische Kirche Allerheiligen aus dem 16. Jahrhundert
- Statue des hl. Wendelin aus dem 19. Jahrhundert
- Denkmäler an die Gefallenen des Ersten und Zweiten Weltkrieges
- Tal Gepnárová dolina (etwa 24 ha), Teil des Landschaftsschutzgebiets Ponitrie

## Infrastruktur
Im Ort gibt es ein Lebensmittelgeschäft, eine Poststelle, einen Kindergarten sowie eine Grundschule. Über eine Kreisstraße besteht Anschluss an die Staatsstraße 64 im drei Kilometer entfernten Ort Zemianske Kostoľany; ein Bahnhof an der Bahnstrecke Nové Zámky–Prievidza befindet sich ebenfalls dort.